# Harold Bradley
Harold Bradley (Nashville, Tennessee; 2 de enero de 1926-31 de enero de 2019), también conocido como Harold Ray Bradley, fue un guitarrista de country y pop y empresario estadounidense.

## Infancia y juventud
Tocó el banjo cuando era niño, pero se cambió a la guitarra por consejo de su hermano mayor, Owen. Owen hizo los arreglos para que Harold viajara con Ernest Tubb mientras Harold todavía estaba en la escuela secundaria. Después de graduarse, Harold se unió a la Armada. Después de su alta, asistió a George Peabody College (ahora parte de Vanderbilt University) en Nashville, estudiando música y acompañó a Eddy Arnold y Bradley Kincaid en el Grand Ole Opry . Su primera sesión fue con Pee Wee King y los Golden West Cowboys en 1946.  

## Carrera
En 1954, Owen y Harold construyeron Bradley Film and Recording Studios, más tarde conocido como Quonset Hut, que fue el primer negocio relacionado con la industria de la música en lo que hoy se conoce como Music Row. Harold formó parte del selecto grupo de músicos de sesión conocidos como The Nashville A-Team en la década de 1970, tocando en cientos de álbumes de estrellas del país como Patsy Cline, Willie Nelson, Roy Orbison, Elvis Presley y Slim Whitman. También tocó el bajo en los discos, iniciando el método "tic-tac" para silenciar el bajo. Según Guitar Player -Magazine, Harold es el guitarrista más registrado del mundo y es miembro del Nashville A-Team, que se incorporó al Salón de la Fama de la Músico en 2007. Harold grabó tres álbumes como guitarrista pop en Columbia Records, "Misty Guitar", "Guitar for Lovers Only" y "Bossa Nova Goes to Nashville" en la década de 1960.     
Desde 1991 hasta 2008, Bradley se desempeñó como presidente del capítulo de Nashville de la Federación Americana de Músicos (AFM).  En 1999 fue elegido como Vicepresidente Internacional de AFM y se desempeñó hasta el 2010. Harold fue incluido en el Salón de la Fama de la Música Country en 2006 como lo había sido anteriormente su hermano Owen. En 2010, Harold recibió uno de los premios Trustees Award en los premios Grammy edición 52.

## Discografía
Con Kai Winding
- Modern Country (Verve, 1964)